# 쇼켄 황태후
쇼켄 황태후(일본어: 昭憲皇太后 しょうけんこうたいごう[*], 1849년 4월 17일 ~ 1914년 4월 9일, 재위: 1869년 2월 9일 ~ 1912년 7월 30일)은 일본 메이지 천황의 황후이다. 이름은 이치조 마사코(一条勝子)이며, 결혼 후 하루코(美子)란 이름을 하사받았다. 인장은 와카바(若葉)이다.
유럽의 왕후귀족ㆍ귀부인과 대할 수 있도록, 근대 여자 교육을 진흥하고, 사회 사업의 발전, 국산 장려 등에 힘썼다. 황후로써 사상 처음으로 양장을 하였다. 메이지 천황 승하에 따라 황태후가 되어, 1914년 (다이쇼 3년)에 64세의 나이로 승하했다. 그녀는 몸이 약하여 자식을 낳지 못해 남편 메이지 천황의 후궁 야나기와라 나루코가 낳은 요시히토(嘉仁)를 양자로 삼았다.

## 생애

### 출생부터 성혼, 황후 시대
가에이 2년 (1849년) 4월 17일, 종1위 좌대신 이치조 타다요시의 3녀로 태어났다. 생모는 측실인 니하타 타미코이다. 우대신 이치죠 사네요시 (1835년 - 1868년)의 동생이다. 도쿠가와 요시노부의 혼약자였던 치요기미, 천연두 때문에 치요기미 대신 요시노부에게 시집간 미카코는 의붓자매에 해당한다.
초명은 마사코 (勝子), 통칭 후키기미 (富貴君), 후미기미 (富美君) 등으로 불렸다. 안세이 5년 (1858년) 6월, 황녀 후키노미야 (富貴宮)의 피휘를 위해, 스에기미 (寿栄君)로 개명했다.
게이오 3년 6월 28일 (1867년 7월 29일), 신 천황 메이지 천황 (122대 천황)의 뇨고로 정해졌다. 후시미노미야가의 연고로, 여류 한학자이자, 근왕론자인 와카에 니오코가 가정교사로, 타다요시의 딸들을 가르쳤는데, "뇨고를 이치죠가에서 배출하게 되었는데, 니오코는 언니를 제치고, 동생인 스에기미를 추천했다"고 한다.
메이지 원년 12월 26일 (1869년 2월 7일), 하루코 (美子)로 개명하고, 종3위에 서위되었다. 같은 달 28일 (1869년 2월 9일), 입내하여 뇨고 선하를 받아. 당일 황후에 봉해졌다.

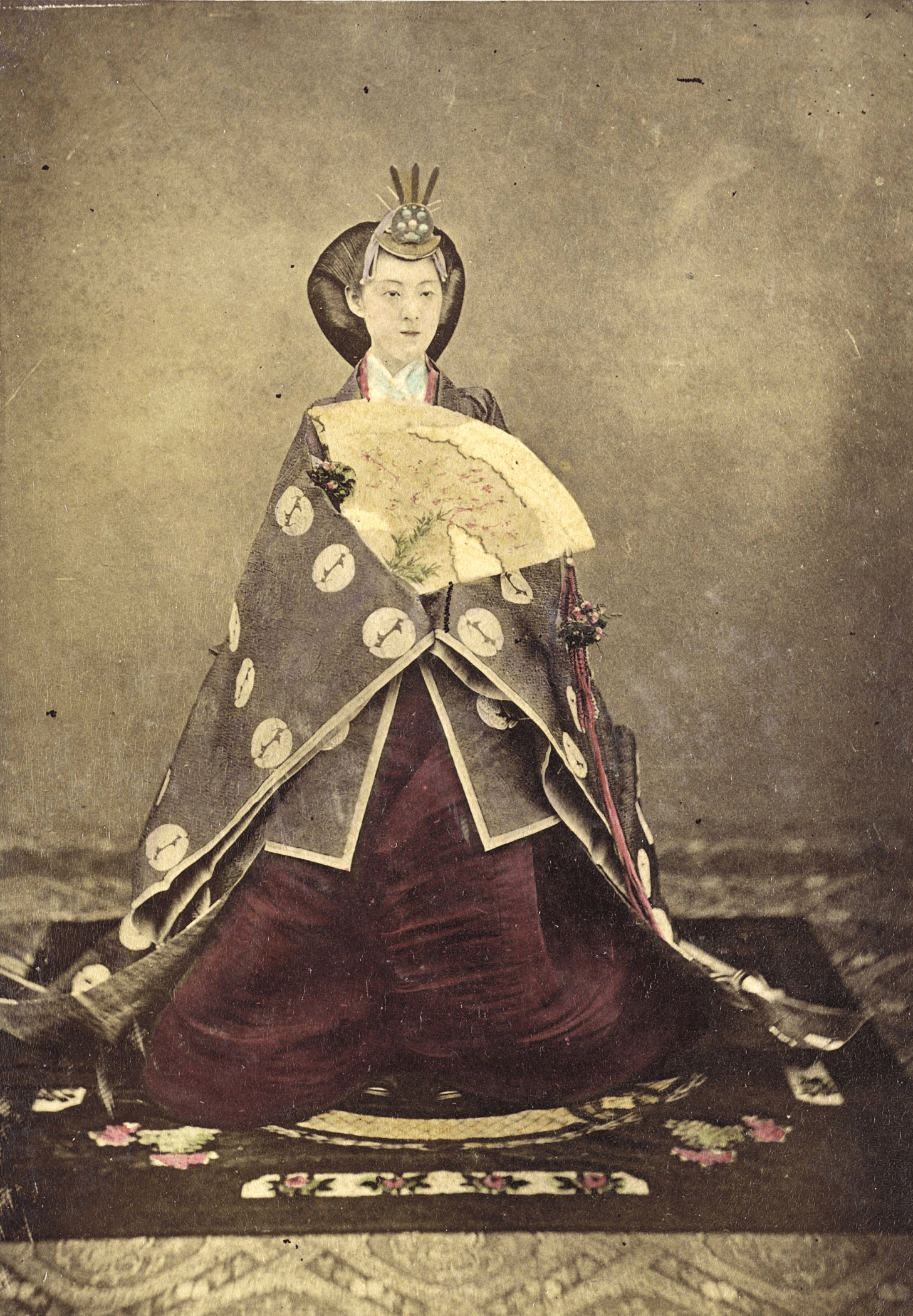
1872년의 하루코 황후 (우치다 쿠이치 촬영)

이때, 천황보다 3살 연상인 것을 꺼려, 공식적으로는 가에이 3년 (1850년) 출생으로 알려졌다. 당초, 중세 이후의 관행에 따라, 중궁직을 부여받아, 중궁으로 칭했으나, 이듬해 중궁직이 황후궁직으로 바뀌면서, 칭호도 황후궁(皇后宮, 코고구)으로 바뀌었다. 이 때를 끝으로 중궁직은 폐지되고, 중궁 칭호도 끊겼다.

### 황태후 시대
1912년 (메이지 45년) 7월 30일, 메이지 천황이 붕어하여, 황태자 요시히토 친왕의 천조 및 황태자비 사다코의 입후와 동시에 황태후가 되었다.
1914년 (다이쇼 3년) 4월 9일 오전 2시 10분, 누마즈고요테이에서 협심증으로 붕어했다. 공식적으로는 4월 11일 오전 2시 10분으로 발표되었다. 이틀이나 지나서 발표한 것은, 궁내성 쿠라가시라 당시의 수회로 사직의 손길이 미치던 궁내대신 와타나베 치아키를 전격 경질시키기 위한 조치였다.
같은 해 5월 9일, 궁내성 고시 제 9호에 의해 "쇼켄 황태후 (昭憲皇太后, 소헌 황태후)로 추서되어, 이듬해 5월 1일에 남편인 메이지 천황과 함께 메이지 신궁의 제신으로 여겨졌다.
능묘는 교토부 교토시 후시미구에 있는 후시미모모야마 동릉이다.